# 1909 au Yukon
Chronologie du Yukon
- 1905
- 1906
- 1907
- 1908
- 1909
- 1910
- 1911
- 1912
- 1913

Cette page concerne des événements d'actualité qui se sont produits durant l'année 1909 dans le territoire canadien du Yukon.

## Politique
- Commissaire : Alexander Henderson
- Commissaire de l'or : F.X. Gosselin (en)
- Législature : 1er

## Événements
- 28 juin : Cinquième élection générale yukonnaise (en).

## Décès
- Jack McQuesten, explorateur (º 1836)